# 阿普托斯丘陵-拉金谷 (加利福尼亞州)
阿普托斯丘陵-拉金谷（英語：Aptos Hills-Larkin Valley）是位於美國加利福尼亞州聖塔克魯茲縣的一個人口普查指定地區。

## 地理
阿普托斯丘陵-拉金谷的座標為36°57′39″N 121°49′53″W / 36.96083°N 121.83139°W，而該地最高點為海拔高度30米（即100英尺）。

## 人口
根據2010年美國人口普查的數據，阿普托斯丘陵-拉金谷的面積為24.03平方千米，當中陸地面積為23.95平方千米，而水域面積為0.08平方千米。當地共有人口2381人，而人口密度為每平方千米99人。